# Visano
Visano (Isà in dialetto bresciano) è un comune italiano di 1 993 abitanti della provincia di Brescia in Lombardia.

## Geografia fisica
Il territorio è sostanzialmente pianeggiante, appartenente geologicamente alla bassa padana. È bagnato ad oriente dal fiume Chiese il cui corso segna il confine con il vicino comune di Acquafredda.
Sono presenti numerosi canali e rogge tra cui il Palpice.
- Classificazione sismica: zona 3 (sismicità bassa)[6].

## Origini del nome
Secondo il Mazza (1986), il toponimo deriverebbe dal latino gentilizio Visius, oppure dalla radice celtica Is-Hisa che aveva il significa di pascolo basso e paludoso.

## Storia
La fondazione, a seguito delle indagini epigrafiche e toponomastiche, potrebbe risalire ai Galli Cenomani che si stanziarono nei pressi del fiume Chiese. Sono state trovate anche tombe e crocette di epoca barbarica.
Fu sede di una pieve, la cui presenza è attestata prima che il Monastero di Leno prendesse possesso di diverse proprietà nella zona. In un documento del 1275 relativo all'elezione vescovile di Berardo Maggi, l'arciprete visanese è nominato al sesto posto, a dimostrazione dell'antichità della pieve che amministrava.
Nel 1332 risulta che il paese sia stato raso da Mastino della Scala, mentre sedici anni dopo altre distruzioni furono compiute da Giovanni Visconti. Non viene citato nell'Estimo Visconteo del 1385, mentre nel 1396 un documento del figlio del Visconti, Uberteto, chiedeva al vescovo di Brescia l'investitura del feudo visanese.
Nel XV secolo, Visano entrò a far parte del territorio della Repubblica di Venezia che lo inquadrò prima nella Quadra di Calvisano, come testimoniano documenti del 1473, poi in quella di Ghedi (1679)
Giovanni Da Lezze, nel suo Catastico Bresciano (1610), fornisce poche informazioni sul paese, tra cui quella che la chiesa, dedicata a San Pietro, era officiata da un curato, mentre l'arciprete non vi risiedeva, pur percependo una pensione. Il nobile veneziano sostenne che la causa della scarsità degli abitanti fosse dovuta alla scarsa salubrità della zona.
Nel 1689 iniziarono i lavori per la costruzione della nuova parrocchiale dedicata, oltre al patrono plebano Pietro anche a San Paolo. Fu voluta dall'arciprete Giacomo Marchionni. Durante la visita del vescovo Marco Dolfin (1704), l'edificio ecclesiale risulta completato, ma non ancora consacrato.
A seguito delle vicende che interessarono il bresciano nel 1797, il comune entrò a far parte della Repubblica Bresciana (marzo) e quindi della Repubblica Cisalpina (novembre). Fu assegnato al cantone del Clisi con legge 1º maggio 1797, mentre nel maggio dell'anno seguente passò al Distretto di Gottolengo e ad ottobre dello stesso anno fu inglobato nel Distretto dei Colli, entrambi facenti parte del Dipartimento del Mella
Nel 1801 fu poi incorporato nel Distretto III di Verola Alghisi, sempre del dipartimento del Mella, e in tale situazione si mantenne durante la napoleonica Repubblica Italiana. Con il passaggio al Regno d'Italia, fu ridefinita l'impostazione amministrativa e Visano divenne comune di Terza classe, assegnato al Cantone II di Leno del Distretto III di Verolanuova.
Nel 1810, la municipalità fu soppressa e il territorio entrò a far parte del comune di Calvisano.
Dopo il Congresso di Vienna e l'assegnazione della provincia bresciana al Regno Lombardo-Veneto, Visano riottenne l'autonomia municipale e fu assegnato, con notificazione 12 febbraio 1816, al Distretto IV di Montechiaro
A seguito della Seconda guerra d'indipendenza italiana, Visano, con tutta la provincia bresciana entrò a far parte del Regno di Sardegna, dal 1861 Regno d'Italia. Il paese fu inquadrato nel Mandamento II di Montechiaro a sua volta appartenente al Circondario V di Castiglione. Nel 1868, dopo gli eventi della Terza guerra d'indipendenza, il circondario castiglionese fu scorporato e Visano, con tutto il mandamento monteclarense, entrò a far parte del Circondario V di Verolanuova
Nel 1893 fu raggiunta dalla ferrovia Brescia-Parma.

### Simboli
dalla punta ed accompagnati, nel cantone destro del
capo, da una stella a cinque raggi d'azzurro.»
Le figure nello stemma dovrebbero alludere ad un'improbabile etimologia del nome del paese che la tradizione popolare fa derivare da un racconto secondo il quale un abitante di Visano, affetto da una malattia dovuta all'ambiente malsano circostante, si sarebbe rivolto ad 
un medico per un aiuto e che questi, indicando con la mano le vicine sorgenti avrebbe risposto: «be-
vete quest'acqua ed il vi sano». I due personaggi sono poi diventati nel disegno dello stemma un fanciullo e una donna.
Lo stemma è privo di decreto di concessione ed è liberamente utilizzato dal Comune.
Il gonfalone in uso è un drappo di azzurro.

## Monumenti e luoghi d'interesse

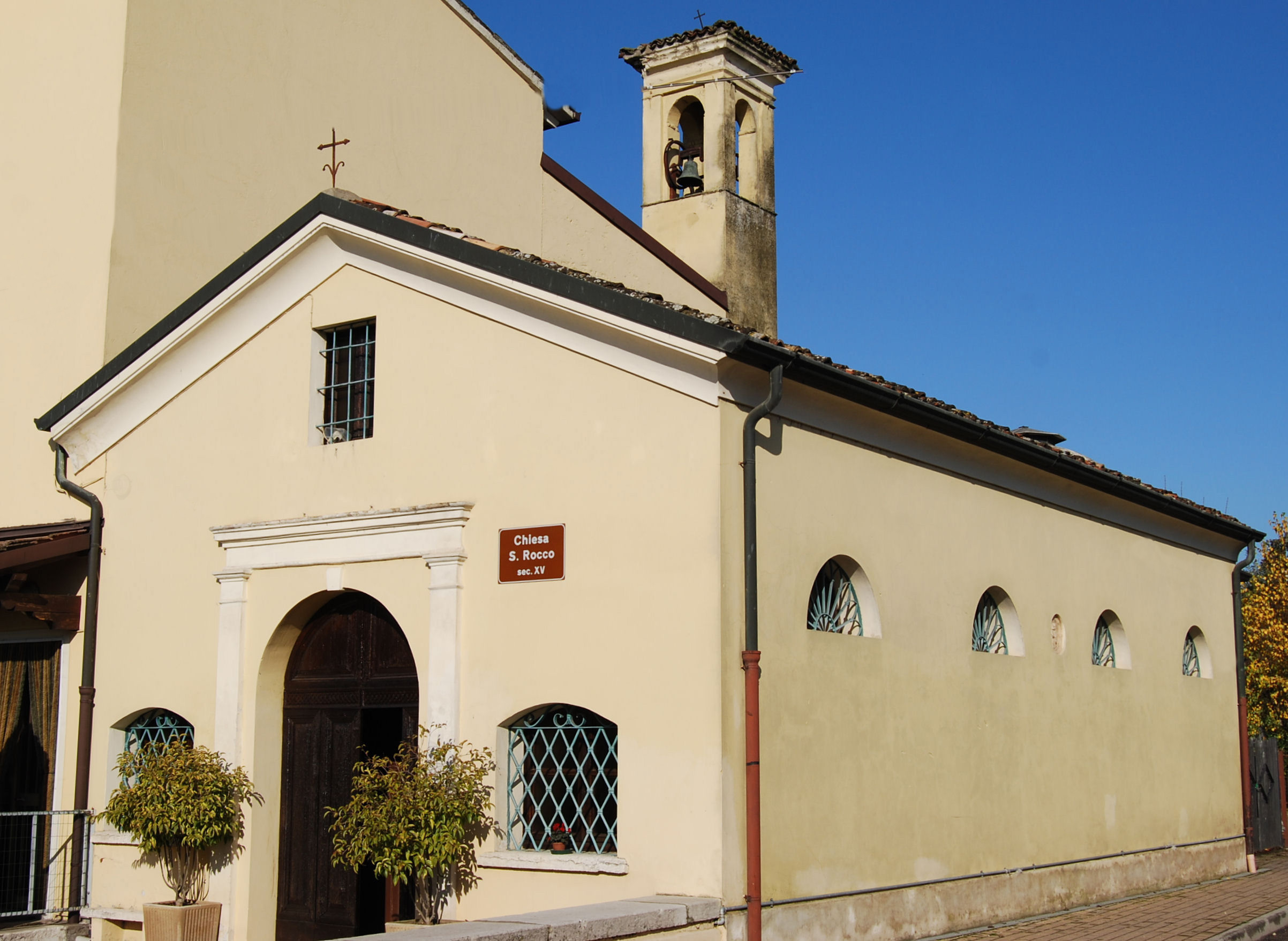
Chiesa della Beata Vergine di San Rocco

- Chiesa dei Santi Pietro e Paolo: costruita nel XVII secolo sulla precedente pieve. La pala dell'altare maggiore è stata dipinta da Giuseppe Tortelli pittore bresciano nativo di Chiari (BS)
- Chiesa di San Rocco: chiesa di campagna costruita nel Cinquecento. Gli affreschi sono opera dello Scalvini. Il campanile, opera settecentesca, possiede due campane del Maggi.[15]
- Palazzo Ruggenenti: fu eretto dai marchesi Ippoliti e fu acquistato nel 1709 dai conti Bettoni
- Villa Barbera: palazzo campestre a due livelli costruito nel 1870 con sottotetto a fronte simmetrica. Dispone di un portico a due lati con cinque arcate sorrette da colonne e volte a vela.[9]

## Società

### Evoluzione demografica
Abitanti censiti

### Lingue e dialetti
Nel territorio di Visano, accanto all'italiano, è parlata la Lingua lombarda prevalentemente nella sua variante di dialetto bresciano.

## Infrastrutture e trasporti

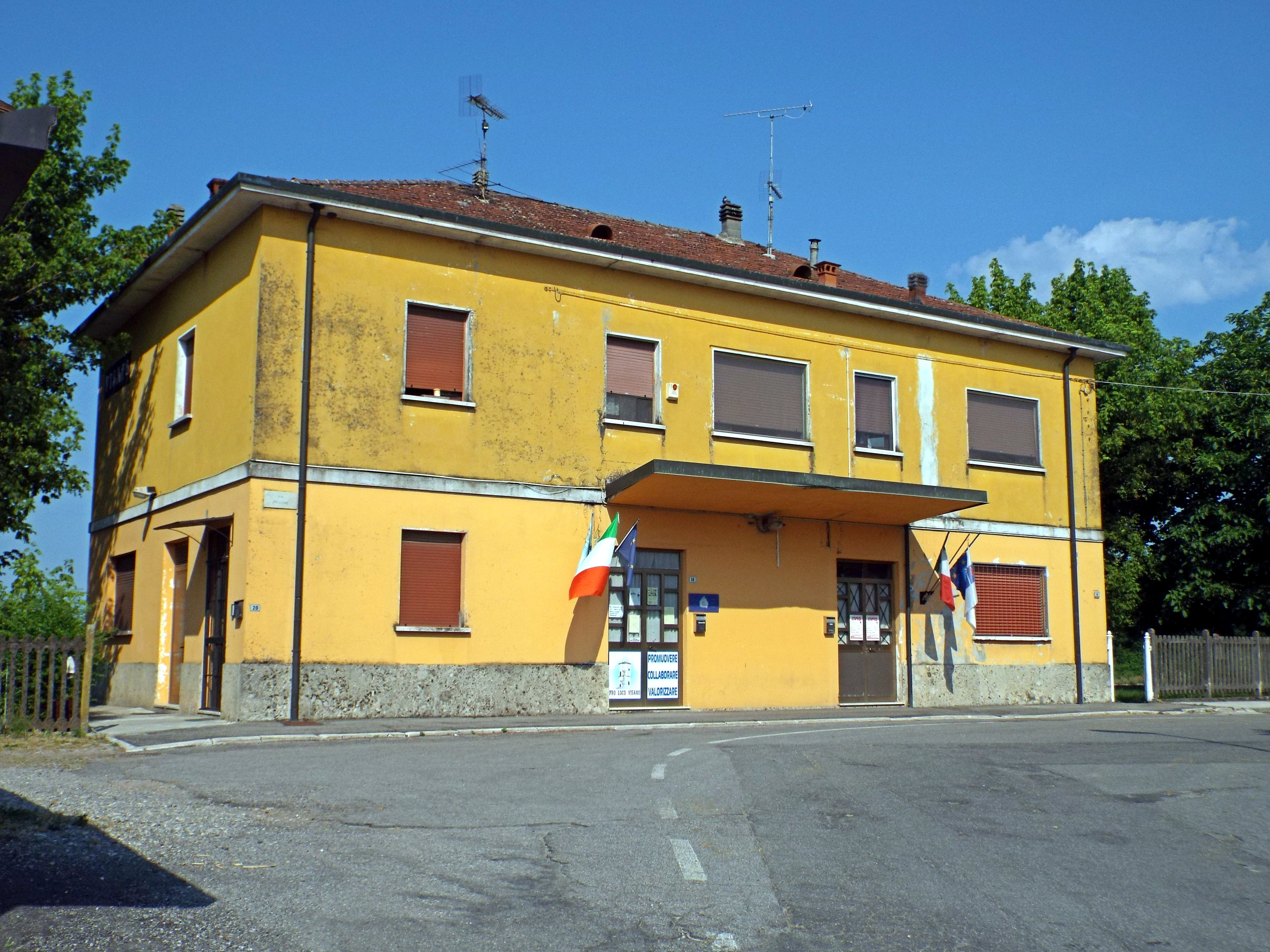
Il fabbricato viaggiatori della stazione nel 2015

Visano si trova all'incrocio fra due strade provinciali: la 11, che collega Orzinuovi ad Acquafredda, e la 29, che collega Montichiari a Remedello.
Il paese è attraversato dalla ferrovia Brescia-Parma. Nei pressi della provinciale 11 per Isorella è presente l'omonima stazione ferroviaria.

## Amministrazione
| Periodo | Periodo | Primo cittadino       | Partito      |
| ------- | ------- | --------------------- | ------------ |
| 1995    | 1999    | Falvio Tomasoni       | Lista civica |
| 1999    | 2004    | Flavio Tomasoni       | Centro       |
| 2004    | 2009    | Esterino Ciotta       | Lista civica |
| 2009    | 2014    | Maria Grazia Tortelli | Lista civica |
| 2014    | 2019    | Francesco Piacentini  | Lista civica |
| 2019    | 2024    | Francesco Piacentini  | Lista civica |
| 2024    | 2029    | Paolo Panizza         | Lista civica |